# Nioh 2
Nioh 2 (jap.: 仁王 2, Hepburn: Niō 2) ist ein Action-Rollenspiel des japanischen Spieleentwicklers Team Ninja, das am 13. März 2020 exklusiv für die PlayStation 4 erschienen ist. Die Fortsetzung des Spiels Nioh aus dem Jahr 2017 wurde erstmals auf der Fachmesse Electronic Entertainment Expo (E3) im Jahr 2018 in Los Angeles angekündigt. Eine spielbare Demo konnte von dem Publikum während der Tokyo Game Show 2019 ausprobiert werden. Der internationale Herausgeber ist Sony Interactive Entertainment. Im Februar 2021 erschien Nioh 2 für Windows und PlayStation 5.

## Handlung
Nioh 2 ist ein Prequel zu dem erfolgreichen Vorgänger Nioh, der sich weltweit mehr als 2,5 Millionen Mal verkauft hat. Die Geschichte ist im Japan der Sengoku-Zeit, 1477 bis 1573, angesiedelt und die Spielwelt in einer High-Fantasy-Optik wird von gefährlichen Dämonen, den Yokai, heimgesucht. Aufgabe des Spielers ist es, in der Rolle eines mysteriösen, halb menschlichen, halb dämonischen Kriegers das tödliche Dunkle Reich zu bereisen und gegen zahlreiche Yokai zu kämpfen. Im Gegensatz zu dem Vorgänger steht diesmal keine vorgegebene Spielfigur, wie zuvor der englische Samurai William Adams, zur Verfügung; der Charakter wird zu Anfang mittels eines umfangreichen Baukastensystems erstellt. Dabei können nicht nur das Geschlecht des Protagonisten, sondern auch zahlreiche äußere Merkmale, wie Haut- und Haarfarbe, Stimme, Frisur oder Körperform, individuell bestimmt werden.

## Spielprinzip
Bei Nioh 2 handelt es sich erneut um ein Action-Rollenspiel mit einem gesteigerten Schwierigkeitsgrad, bei dem jeder noch so kleine Gegner eine tödliche Gefahr darstellt. Nioh 2 wird mit bekannten Genre-Vertretern wie Dark Souls verglichen und als ein sogenanntes Souls-like bezeichnet. Damit ein Sieg errungen werden kann, müssen Feinde genau studiert werden, um den Ablauf von Angriffen und Verteidigungen zu erlernen und die geeignete Waffe zur Gegenwehr zu finden. Das Kampfsystem von Nioh 2 bedient sich dabei an vielen Stellen bei den Mechaniken des Vorgängers und bietet eine hohe Anzahl unterschiedlicher Waffen, wie Schwerter, Bögen, Speere, Shuriken oder Äxte, alle mit entsprechenden Vor- und Nachteilen gegen einen bestimmten Gegnertyp. Die Menüs wurden allerdings überarbeitet und sowohl in der Waffenauswahl, als auch bei der Spezialisierung als Ninja, Krieger oder Fernkämpfer ist es nun einfacher, aktive und passive Fähigkeiten zuzuweisen und so einen Vorteil im Kampf zu gewinnen.

### Neuerungen
Neben dem bekannten Spielablauf wurden für den zweiten Teil eine Reihe neue Spielmechaniken implementiert.
- Der Held des Spiels verfügt nun über mächtige Dämonenkräfte, die er im Kampf entfesseln kann. Beispielsweise kann eine brennende Peitsche, ein riesiger Hammer oder ein schützendes Kraftfeld im Kampf gegen die meist sehr starken Gegner genutzt werden – vorausgesetzt der Spieler hat die benötigte Fähigkeit vorher erlangt, die von besiegten Zwischen- und Endbossen verliehen wird.[7]

- Es lassen sich „Wohlwollende Gräber“ finden, bei denen der Spieler den Geist eines toten Kriegers beschwören kann. Dieser folgt ihm dann eine Weile und hilft im Kampf gegen übermächtige Gegner. Im Mehrspielermodus wird über die versteckten Gräber online die Hilfe von anderen Spielern angefordert.

## Rezeption
Die ersten Erfahrungsberichte fallen mehrheitlich positiv aus. Spieler der offenen Beta-Testversion auf der PlayStation 4 sowie Vertreter der Fachpresse, die bereits eine noch nicht finale Version von Nioh 2 begutachten konnten, heben besonders das fordernde Gameplay, die neu hinzugekommenen Dämonenkräfte und die umfangreichen Möglichkeiten, die Spielfigur individuell zu gestalten, hervor. Ebenfalls wurde die verbesserte Technik des Spiels mit einer Bildwiederholfrequenz von 60 Bildern/Sekunde und dem Einsatz von HDR gelobt.

„Fazit: »Verbrannt, aufgespießt, zermalmt: Ich habe beim Anspielen der aktuellen Nioh-2-Demo irgendwann einfach aufgehört mitzuzählen, wie oft ich von Dämonen kreativ ins Jenseits befördert wurde und meine Reise vom letzten Speicher-Altar erneut beginnen musste. Aber genau das erwarte ich auch von einem Souls-like, Herausforderungen an die eigene Geduld, Frustresistenz und Lernfähigkeit, die mich nach einem Sieg in gefühlt ewig andauernden Zweikämpfen gegen übermächtig erscheinende Bosse mit einem tiefen Gefühl der Befriedigung belohnt.«“

„Fazit: »Vor allem der stärkere Fantasy-Einschlag sorgt dafür, dass das Spiel in Sachen Gameplay, Design und Abwechslungsreichtum fantastischer, einfallsreicher und mutiger zu werden verspricht als der Vorgänger. Die neuen Dämonenfähigkeiten geben zusätzliche spielerische Möglichkeiten und verleihen dem inszenatorisch sonst eher schüchternem Genre einen Hauch Spektakel. Die Gegner sind kreativer gestaltet und vor allem die Bosse sprühen nur so vor abgefahrenen Ideen.«“